# Giải vô địch bóng đá châu Âu 1968
Giải vô địch bóng đá châu Âu 1968 (Euro 1968) là giải vô địch bóng đá châu Âu lần thứ ba do UEFA tổ chức 4 năm một lần. Vòng chung kết diễn ra tại Ý từ ngày 5 đến ngày 10 tháng 6 năm 1968.
So với các giải đấu trước, vòng loại kỳ Euro lần này có thay đổi khi lần đầu tiên áp dụng thể thức các đội được chia bảng, đấu vòng tròn tính điểm.
Đây cũng là kỳ Euro duy nhất có hai trận chung kết. Đội tuyển chủ nhà Ý phải đợi đến trận đấu lại mới vượt qua được Nam Tư để giành chức vô địch châu Âu đầu tiên trong lịch sử của mình. Đây cũng là lần thứ hai đội bóng vùng Balkan thất bại trong trận đấu cuối cùng của giải, sau chức á quân giành được vào năm 1960.

## Các sân vận động
| RomaNapoliFirenze | Roma                  | Napoli                 | Firenze                |
| ----------------- | --------------------- | ---------------------- | ---------------------- |
| RomaNapoliFirenze | Sân vận động Olimpico | Sân vận động San Paolo | Sân vận động Thành phố |
| RomaNapoliFirenze | Sức chứa: 80.000      | Sức chứa: 82.000       | Sức chứa: 52.000       |
| RomaNapoliFirenze |                       |                        |                        |

## Vòng loại
Vòng loại Euro 1968 được chia làm hai giai đoạn: Ở giai đoạn đầu tiên, 31 đội bóng được chia thành 8 bảng, thi đấu theo thể thức sân nhà-sân khách, vòng tròn hai lượt tính điểm, lấy một đội đầu bảng vào vòng tứ kết. Tám quốc gia này sẽ lại được bốc thăm phân cặp, thi đấu loại trực tiếp hai lượt trận đi và về, lấy bốn đội mạnh nhất đi dự vòng chung kết.

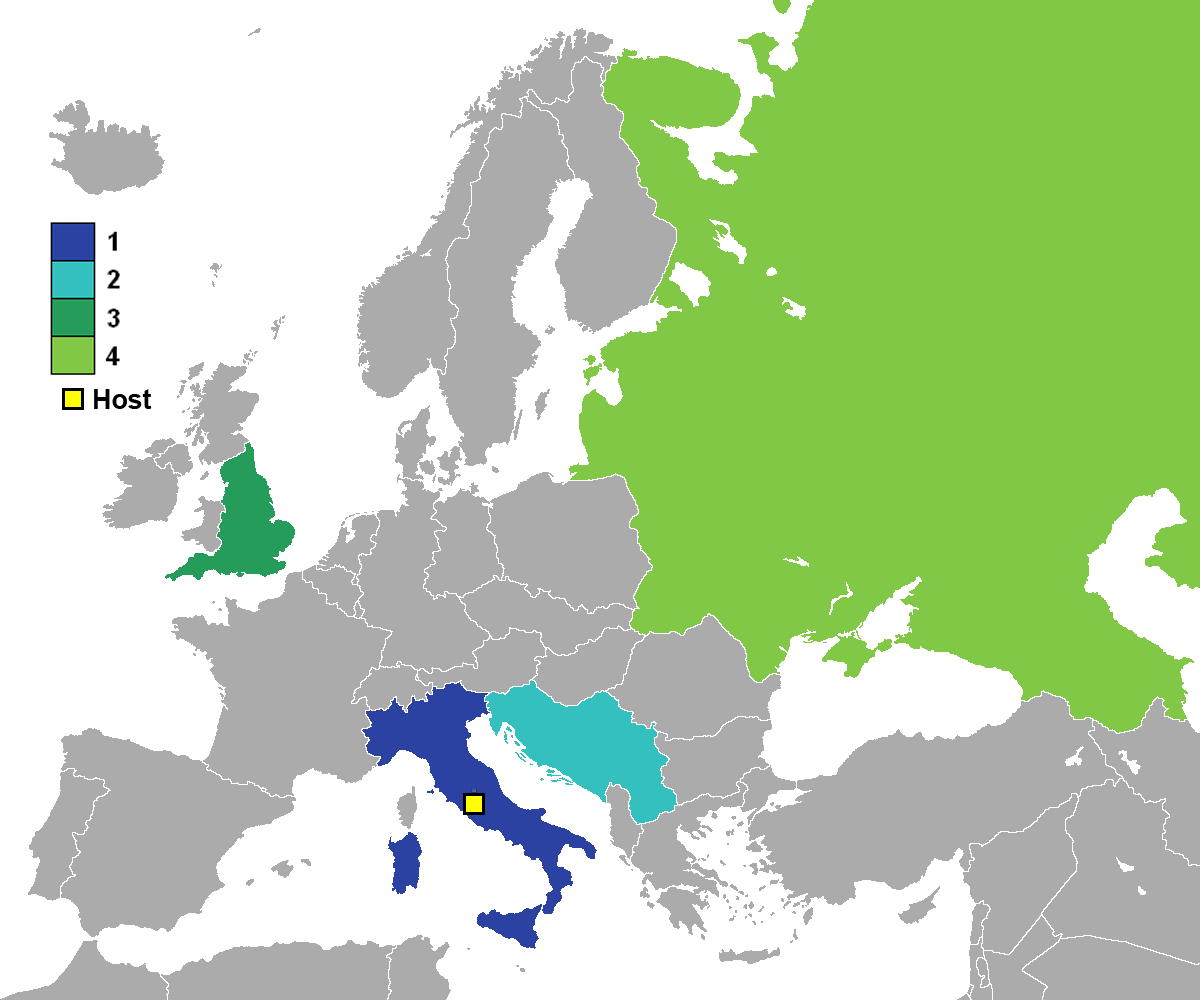
Các quốc gia lọt vào vòng chung kết Euro 1968

Các quốc gia vượt qua vòng loại lần này gồm:
| Đội tuyển | Các lần tham dự trước |
| --------- | --------------------- |
| Ý         | Lần đầu               |
| Anh       | Lần đầu               |
| Nam Tư    | 1 (1960)              |
| Liên Xô   | 2 (1960, 1964)        |

Đội tuyển Liên Xô lần thứ ba liên tiếp có mặt tại vòng chung kết của giải.

## Vòng chung kết
Trong vòng chung kết, hiệp phụ và tung đồng xu được sử dụng để quyết định đội thắng nếu cần thiết. Riêng trận chung kết, nếu tỉ số vẫn hòa sau hiệp phụ, hai đội sẽ phải đá lại.
|  | Bán kết              | Bán kết |                                           |       | Chung kết | Chung kết |
|  |                      |         |                                           |       |           |           |
|  | 5 tháng 6 – Naples   |         |                                           |       |           |           |
|  |                      |         |                                           |       |           |           |
|  | Liên Xô              | 0       |                                           |       |           |           |
|  | Liên Xô              | 0       | 8 tháng 6 – Rome (đá lại ngày 10 tháng 6) |       |           |           |
|  | Ý (Tung đồng xu)     | 0       |                                           |       |           |           |
|  | Ý (Tung đồng xu)     | 0       | Ý                                         | 2 (1) |           |           |
|  | 5 tháng 6 - Florence |         | Ý                                         | 2 (1) |           |           |
|  |                      | Nam Tư  | 0 (1)                                     |       |           |           |
|  | Anh                  | Nam Tư  | 0 (1)                                     | 0     |           |           |
|  | Anh                  |         |                                           | 0     |           |           |
|  | Nam Tư               | 1       |                                           |       |           |           |
|  | Nam Tư               | 1       | Tranh hạng ba                             |       |           |           |
|  |                      |         |                                           |       |           |           |
|  | 8 tháng 6 - Rome     |         |                                           |       |           |           |
|  |                      |         |                                           |       |           |           |
|  | Anh                  | 2       |                                           |       |           |           |
|  | Anh                  | 2       |                                           |       |           |           |
|  | Liên Xô              | 0       |                                           |       |           |           |

### Bán kết
| Ý | 0–0 (h.p.) | Liên Xô |
| - | ---------- | ------- |
|   |            |         |

| Nam Tư     | 1–0 | Anh |
| ---------- | --- | --- |
| Džajić 87' |     |     |

### Tranh hạng ba
| Anh                      | 2–0 | Liên Xô |
| ------------------------ | --- | ------- |
| Charlton 39' · Hurst 63' |     |         |

### Chung kết
| Ý              | 1–1 (h.p.) | Nam Tư     |
| -------------- | ---------- | ---------- |
| Domenghini 80' |            | Džajić 32' |

### Đá lại
| Ý                       | 2–0 | Nam Tư |
| ----------------------- | --- | ------ |
| Riva 12' · Anastasi 31' |     |        |

## Cầu thủ ghi bàn
2 bàn
- Dragan Džajić

1 bàn
- Luigi Riva
- Angelo Domenghini
- Pietro Anastasi
- Geoff Hurst
- Bobby Charlton

## Đội hình tiêu biểuLưu trữngày 22 tháng 1 năm 2009 tạiWayback Machine
| Thủ môn   | Hậu vệ                                                           | Tiền vệ                  | Tiền đạo                                               |
| --------- | ---------------------------------------------------------------- | ------------------------ | ------------------------------------------------------ |
| Dino Zoff | Mirsad Fazlagić Giacinto Facchetti Albert Shesternev Bobby Moore | Ivan Osim Sandro Mazzola | Angelo Domenghini Geoff Hurst Luigi Riva Dragan Džajić |

## Bảng xếp hạng giải đấu
| R | Đội     | Pld | W | D | L | GF | GA | GD | Pts |
| - | ------- | --- | - | - | - | -- | -- | -- | --- |
| 1 | Ý       | 3   | 1 | 2 | 0 | 3  | 1  | 2  | 4   |
| 2 | Nam Tư  | 3   | 1 | 1 | 1 | 2  | 3  | -1 | 2   |
| 3 | Anh     | 2   | 1 | 0 | 1 | 2  | 1  | +1 | 2   |
| 4 | Liên Xô | 2   | 0 | 1 | 1 | 0  | 2  | -2 | 1   |